# Partia Rewolucyjno-Instytucjonalna
Partia Rewolucyjno-Instytucjonalna (Partido Revolucionario Institucional, PRI) – meksykańska partia polityczna. Założona w 1929 roku i utrzymująca monopol władzy do 2000 roku. Początkowo nosiła nazwę Partii Narodowo-Rewolucyjnej. 30 marca 1938 zmieniła nazwę na Partię Rewolucji Meksykańskiej, a obecna nazwa została ustalona 18 stycznia 1946 roku. Partia w zależności od źródeł współcześnie zajmuje pozycje centrowe lub centroprawicowe oraz ideologie tzw. nacjonalizmu obywatelskiego.

## Historia
Ugrupowanie zostało założone pod nazwą Partia Narodowo-Rewolucyjna w 1929 roku przez prezydenta Plutarco Elías Callesa. Twórcy partii zależało na skonsolidowanie władzy po długim okresie konfliktów wewnętrznych wywołanych rewolucją meksykańską. Rok utworzenia partii związany był z rozbiciem powstania Cristero będącego ostatnim z konfliktów w porewolucyjnym Meksyku i porozumieniem z Kościołem katolickim. Partia Narodowo-Rewolucyjna stała się partią masową sprawującą władzę przez kolejne dziesięciolecia. Początkowo odwoływała się do idei rolniczo-robotniczych, nie odwołując się przy tym do żadnej konkretnej ideologii politycznej. Największym poparciem cieszyła się wśród robotników i chłopów oraz wojskowych.
Następca Callesa, Lázaro Cárdenas del Río przejął urząd prezydenta w roku 1934. w 1938 roku przekształcił on Partię Narodowo-Rewolucyjną w Partię Rewolucji Meksykańskiej. Nowe ugrupowanie przyjęło o wiele bardziej lewicowy i „proludowy” charakter. Cárdenas del Río zrezygnował z pragmatyzmu i umiarkowania przyśpieszając reformy. Przeprowadził on nacjonalizację złóż ropy naftowej i reformę rolną. Choć najwięksi plantatorzy byli co prawda wyłączeni z programu wywłaszczenia, w ramach reformy rolnej ziemia trafiła w ręce prawie jednej trzeciej ludności Meksyku. Cárdenas skupił zwolenników reformy rolnej w Cofederacion Nacional de Campesinos (Narodowa Federacja Rolników), w 1936 roku natomiast z inicjatywy działaczy marksistowskich założona została Confederacion de Trabajadores Mexicanos (Konfederacja Robotników Meksykańskich). Obydwa skupiające miliony pracowników, związki zawodowe stały się jednym z fundamentów Partii Rewolucji Meksykańskiej. Coraz bardziej radykalne reformy Cárdenasa przyczyniły się do pogorszenia relacji Meksyku ze Stanami Zjednoczonymi i Wielką Brytanią.
W latach 1940–1946 urząd prezydenta z ramienia PRN sprawował Manuel Ávila Camacho. W okresie jego rządów partia przesunęła się w stronę centrum i zbliżyła się w polityce zagranicznej do Stanów Zjednoczonych. Kurs ten kontynuowany był w okresie rządów Miguela Valdésa (1946–1952), w czasie prezydentury Valdésa PRN zmieniła nazwę na współczesną. Alemán Valdés kontynuował reformy Ávily Camacho korzystając z pomocy grupy doradców amerykańskiego prezydenta Franklina Delano Roosevelta. Pod jego rządami modernizacji uległa kolej oraz powstała sieć autostrad. W czasie jego rządów do rządu weszła grupa młodych ludzi która podjęła dalsze reformy. Adolfo Ruiz Cortines (1952–1958) kontynuował reformy, do kraju ponownie powrócili zagraniczni inwestorzy. Rząd nadał kobietom prawa wyborcze a liczba obywateli Meksyku w ciągu 24 lat podwoiła się. Od politycznego centrum w lewą stronę, PRI na krótko powróciła w okresie władzy Adolfo Lópeza Mateosa (1958–1964). Mateos rozdał obywatelom 12 milionów hektarów ziemi, wykupił udziały spółek zagranicznych w przemyśle (jednocześnie koniunktura gospodarcza przyciągała zagranicznych inwestorów), rozbudował system opieki socjalnej i medycznej oraz zapoczątkował budownictwo społeczne. Hasłem jego prezydentury było zdanie „Skłaniam się ku lewicy, lecz w ramach konstytucji”. Mimo lewicowych poglądów wydalił ze związków zawodowych nauczycieli i kolejarzy ich dotychczasowe komunizujące przywództwo. Represjom zostali poddani działacze i twórcy o komunistycznych poglądach.
Ostateczny odwrót od lewej części polityki rozpoczął się w latach 1964–1970, gdy władzę w PRI przejął konserwatywny Gustavo Díaz Ordaz. System rządów partii PRI uległ pewnym przeobrażeniom wskutek rozbitych przez rząd protestów studenckich w 1968, a także późniejszego kryzysu naftowego w 1982. W latach 80. coraz widoczne stało się dryfowanie partii w stronę prawicy. PRI przyjęła wówczas neoliberalny kurs prowadzenia gospodarki. W wyniku neoliberalnych reform PRI w 1987 roku deficyt spadł do 17% a w 1992 roku inflacja spadła z 159% do 12%. PKB rosło na stałym poziomie 3,9%. Z drugiej strony wzrosło bezrobocie które sięgnęło 18% populacji (a jeszcze wyższe było bezrobocie częściowe), spadkowi uległa też zdolność nabywcza pracy. 
W 1988 roku głównym ideologiem partii stał się absolwent Harwardu Carlos Salinas de Gortari zajmujący stanowisko technokratyczne i bliskie „liberalizmowi społecznemu”. Z inicjatywy Salinasa uchwalono nowy dokument programowy PRI zatytułowany jako Liberalizm społeczny, w dokumencie odrzucono etatyzm i neoliberalizm (choć PRI realizowała wiele postulatów tej doktryny) i postulowano politykę trzeciej drogi. Sukcesem de Gortari okazało się utworzenie programu walki z biedą – „Narodowy program solidarności” (nazwę zainspirowano polskim ruchem opozycyjnym NSZZ „Solidarność”). Część rozentuzjazmowanej sukcesem frakcji technokratycznej rozważała nawet możliwość zmiany nazwę partii na „Solidaridad”.
Salinas prowadził program prywatyzacji i deregulacji na skutek której liczba państwowych przedsiębiorstw uległa radykalnemu zmniejszeniu. W wyniku liberalnych reform PRI w 1987 roku deficyt spadł do 17% a w 1992 roku inflacja spadła z 159% do 12%. PKB rosło na stałym poziomie 3,9%. Z drugiej strony wzrosło bezrobocie które sięgnęło 18% populacji (a jeszcze wyższe było bezrobocie częściowe), spadkowi uległa też zdolność nabywcza pracy. Pod koniec pierwszej połowy lat 90. rządy PRI zostały podkopane przez załamanie gospodarcze z 1994.
PRI utrzymywała się przy władzy przez 71 lat wygrywając wybory 14 razy z rzędu. Kres jej monopolowi przyniosły wybory w 2000 roku, kiedy po raz pierwszy urząd prezydenta objął kandydat innego ugrupowania, konserwatywnej Partii Akcji Narodowej (Partido Acción Nacional, PAN), Vicente Fox Quesada. Zdobył on 43% głosów, pokonując kandydata PRI Francisco Labastida. Po wyborach generalnych w 2012 stanowisko prezydenta objął kandydat PRI Enrique Peña Nieto.